# Lyrittaren
Lyrittaren är ett berg i Antarktis. Det ligger i Östantarktis. Norge gör anspråk på området. Toppen på Lyrittaren är 2 140 meter över havet, eller 884 meter över den omgivande terrängen. Bredden vid basen är 6,4 km.
Terrängen runt Lyrittaren är kuperad åt nordost, men åt sydväst är den bergig. Trakten är obefolkad. Det finns inga samhällen i närheten. 